# Bob Webster
Robert Webster (Berkeley, 25 de outubro de 1938) é um ex-saltador ornamental estadunidense.
Iniciado no desporto aquático representando o Santa Clara Junior College, mudou-se para efetivamente começar seus treinamentos sob os cuidados de Sammy Lee. Em 1963, no Pan de São Paulo, tornou-se o primeiro medalhista de ouro dos Estados Unidos, na plataforma de 10 metros desta competição. Em Jogos Olímpicos, foi o segundo estadunidense a tornar-se bicampeão da plataforma, feito atingido nas edições de Roma - 1960 e Tóquio - 1964. Anteriormente, apenas seu treinador, Lee, havia tingido o bicampeonato olímpico. Aposentado das competições, passou a trabalhar como treinador em Minnesota, Princeton e depois, na Universidade do Alabama, além de ter sido técnico da equipe de saltos ornamentais que disputou os Jogos de Cali, na Colômbia.